# شدو (کمیک)
شَدو (به انگلیسی: Shado) یک شخصیت خیالی کماندار در کتاب‌های کامیک آمریکایی منتشر شده توسط دی‌سی کامیکس است. این شخصیت توسط نویسنده مایک گرل و طراح لورین هینس خلق شده‌است که برای اولین بار، در شمارهٔ ۱ مجلهٔ کمیک‌های پیکان سبز: شکارچیان کمان بلند (اوت ۱۹۸۷) معرفی شد. شدو به خاطر ایفای نقش هماورد و معشوقه شخصیت ابرقهرمان گرین ارو (الیور کوئین) در کتاب‌های کامیک شناخته شده‌است. او یک بوشیدو و کیودو آموزش دیده است و با تیر و کمان تبدیل به سلاحی کشنده می‌شود. او همچنین مادر یکی از پسران گرین ارو است.
سلینا جید نقش شدو را در مجموعه تلویزیونی اَرو از شبکهٔ سی‌دابلیو ایفا کرده‌است.